# Takehiko Itō
伊東 岳彦
Œuvres principales
- Outlaw Star

Takehiko Itō (伊東 岳彦, Itō Takehiko) est un dessinateur de manga et scénariste de films d'animation. Il est notamment l'auteur de la série Outlaw Star et de son adaptation en anime.

## Biographie
Takehiko Itō est né à Kitami (préfecture de Hokkaidō), au Japon.

## Œuvre

### Manga
- Good Morning Althea (1986, sérialisé dans C-Live)
- Uchuu Eiyuu Monogatari (1988–1992, pré-publié dans Comic Comp; 1995–1996, pré-publié dans Ultra Jump)
- Haō Taikei Ryū Knight (1993–1995, pré-publié dans V Jump)
- Outlaw Star (1996–1999, pré-publié dans Ultra Jump)
- K.O. Seiki Beast Sanjushi Gaiden: Birth of the V-Bi-DARN (1999, publié par Kadokawa Shoten)
- Ohma ni Doki Doki! (2002, publié par Kadokawa Shoten)

### Anime
- 1998 : Outlaw Star